# Brauerei Leikeim
Vous pouvez aider à l'améliorer ou bien discuter des problèmes sur sa page de discussion.
- Il ne cite pas suffisamment ses sources. Vous pouvez indiquer les passages à sourcer avec {{référence nécessaire}} ou {{Référence souhaitée}}, et inclure les références utiles en les liant aux notes de bas de page. (Marqué depuis mai 2021)
- Il contient une ou plusieurs listes. Le texte gagnerait à être rédigé sous la forme d’un ou plusieurs paragraphes synthétiques, afin d’être plus agréable à lire. (Marqué depuis mai 2021)

- Archive Wikiwix
- Bing
- Cairn
- DuckDuckGo
- E. Universalis
- Gallica
- Google
- G. Books
- G. News
- G. Scholar
- Persée
- Qwant
- (zh) Baidu
- (ru) Yandex
- (wd) trouver des œuvres sur Wikidata

La Brauerei Andreas Leikeim GmbH & Co KG est une brasserie à Altenkunstadt.
Leikeim est également le propriétaire de l'Altenburger Brauerei à Altenburg.

## Histoire
L'entreprise familiale est fondée en 1887 par le boucher et aubergiste Johann Leikeim. Les directeurs Andreas et Ulrich Leikeim sont de la cinquième génération.

## Production
Tous les produits, y compris les limonades et les jus de fruits, sont mis en bouteille exclusivement dans des bouteilles à fermeture à rabat. La gamme de la société comprend les bières suivantes :
- Premium Pils
- Pils
- Landbier
- Kellerbier
- Helle Weiße
- Dunkle Weiße
- Schwarzes
- Hell
- Steinbier
- Frei
- Weiße Alkoholfrei
- Radler
- Wintertraum
- Winterböckla
- Bières de saison

Boissons sans alcool :
- Silber (limonade citron)
- C-Orange (limonade orange)
- Cola-Mix
- Eau gazeuse
- Eau gazeuse aromatisée